# Penisola Stornes
La penisola Stornes è una frastagliata penisola rocciosa situata nella Terra della Principessa Elisabetta, in Antartide, e in particolare lungo la costa di Ingrid Christensen. La penisola, che raggiunge una lunghezza di circa 6 km, fa parte dei colli Larsemann e si trova in particolare tra la baia di Wilcock, a sud, e il fiordo Thala, a nord, dove si estende verso nord-ovest all'interno della baia di Prydz.

## Storia
La penisola Stornes è stata mappata per la prima volta grazie a fotografie aeree scattate durante una spedizione di ricerca norvegese condotta dal 1936 al 1937; in seguito, essa è stata così battezzata dai cartografi norvegese con un nome descrittivo: in norvegese l'espressione "stor nes" significa infatti "grande promontorio".

## Conservazione
Sulla penisola Stornes, un'area di un'area di circa 2 113 ettari è stata designata Area Specialmente Protetta dell'Antartide (codice ASPA 174), in virtù delle sue eccezionali caratteristiche geologiche e in particolare dei rari minerali e rocce che si trovano in essa, tra cui spiccano la prismatina e la grandidierite, due rari borosilicati, e la wagnerite, un raro fluorofosfato ferromagnetico che qui si presenta in due diversi politipi.